# Трёхсвояков, Николай Петрович
Николай Петрович Трёхсвояков — советский хозяйственный, государственный и политический деятель.

## Биография
Родился в 1923 году на хуторе Нестеркин. С 1937 года работал учётчиком в колхозе, трактористом Обливской машинно-тракторной станции.
В апреле 1941 года поступил в военное училище в Свердловске, на фронте с 1942 года. Член КПСС с 1943 года.
В период Великой Отечественной войны служил водителем бронеавтомобиля БА-64 роты отдельного гвардейского мотоциклетного Николаевского батальона.

Участник Сталинградской битвы, Пражской операции. За боевые подвиги награждён орденами Отечественной войны I и II степеней, медалями «За отвагу», «За оборону Сталинграда», «За освобождение Праги». Победу встретил в Праге, до 1946 года служил в Румынии.
После демобилизации в звании старшего сержанта работал бригадиром тракторной бригады машинно-тракторной станции, с 1955 по 1989 год был председателем колхоза «Родина» Обливского района Ростовской области.

За отличия в труде и хозяйственной деятельности награждён орденами Ленина, Октябрьской революции, Трудового Красного Знамени, «Знак Почёта», удостоен почётного звания Заслуженный работник сельского хозяйства РСФСР. 
В 1984 году избран депутатом Верховного Совета СССР 11-го созыва.
В 1986 году — делегат XXVII съезда КПСС.
Воспитал трёх сыновей.
Умер в 2012 году.